# Kreis Capriasca
Der Kreis Capriasca bildet zusammen mit den Kreisen Agno, Breno, Ceresio, Lugano Nord, Lugano Ost, Lugano West, Magliasina, Paradiso, Sessa, Taverne und Vezia den Bezirk Lugano des Schweizer Kantons Tessin. Der Sitz des Kreisamtes ist in Capriasca.

## Gemeinden
Der Kreis setzt sich aus folgenden Gemeinden zusammen:
| Wappen          | Name der Gemeinde | Einwohner (31. Dezember 2023) | Fläche in km² | BFS-Nr |
| --------------- | ----------------- | ----------------------------- | ------------- | ------ |
| Capriasca       | Capriasca         | 6760                          | 36,38         | 5226   |
| Origlio         | Origlio           | 1529                          | 2,08          | 5208   |
| Ponte Capriasca | Ponte Capriasca   | 1926                          | 6,17          | 5212   |